# Pinocytóza

Schéma pinocytózy

Pinocytóza je příjem obvykle tekutých, ve vodě rozpustných materiálů eukaryotickými buňkami z vnějšího prostředí dovnitř, a to vchlípením cytoplazmatické membrány dovnitř buňky. Jedná se o jeden z typů endocytózy (vedle dalších typů, jako je zejména fagocytóza a endocytóza zprostředkovaná receptorem). Na rozdíl od receptory zprostředkované endocytózy (receptor-mediated endocytosis) není pinocytóza zaměřena na přepravu specifických látek. Buňka jí přijímá okolní tekutinu včetně látek v ní rozpuštěných. Pinocytózou vzniká pinozóm, vnitrobuněčný váček a součást systému membránových váčků, typ endozómu. Pinozóm má obvykle značné rozměry, v průměru mívá více než 0,2 μm, tedy výrazně více než endozóm vzniklý typickou endocytózou.

## Definice
Pinocytózy si poprvé všiml americký lékař Warren Lewis v roce 1931, když natáčel živé makrofágy a takto pořízené videozáběry několikrát zrychlil. Popsal váčky, které vznikají uzavřením prostoru mezi dvěma výběžky buněčné membrány a uvolněním váčku do vnitřního prostoru makrofágů. Později byl tento fenomén přejmenován na makropinocytózu, aby byl odlišen od podobných procesů, které však zahrnují menší objemy látek (tzv. mikropinocytóza). Termín mikropinocytóza však není příliš používán a v názvu odborných článků se od začátku 90. let objevil jen dvakrát.

## Popis procesu
Makropinocytóza je složitý aktivní proces spotřebovávající množství energie (např. ve formě ATP). Důležitou roli hraje při pinocytóze aktinový cytoskelet, který se přetváří a koncentruje v oblasti budoucího makropinozómu. Díky aktinu a dalším klíčovým hráčům dochází ke vzniku výběžků cytoplazmatické membrány (membrane ruffles), které mohou být v podobě filopodií, lamelipodií či blebů (blebs). Tyto výběžky následně na svých konečcích fúzují a tím se část vnějšího prostoru buňky izoluje od vnějšku a dostává se dovnitř (stává se vnitrobuněčným váčkem).